# Adrian Sutil
Adrian Sutil (Gräfelfing, 11 gennaio 1983) è un ex pilota automobilistico tedesco, attivo in Formula 1 dal 2007 al 2011 e dal 2013 al 2014.

## Carriera

### Gli inizi
Adrian Sutil si affacciò nel mondo delle corse a 14 anni, quando cominciò a correre sul kart. A 19 anni passò poi alla Formula Ford svizzera, in cui vinse tutte le gare, partendo ogni volta in pole position.

### Prima della Formula 1
Nel 2003 Sutil passò alla Formula BMW tedesca, in cui ottenne due pole position, ma nessuna vittoria, concludendo sesto. L'anno successivo il tedesco passò alla Formula 3. La prima stagione non fu però buona e, a parte due pole position, arrivarono appena nove punti. L'anno successivo fu migliore, con due vittorie e un secondo posto in classifica finale, dietro Lewis Hamilton. Senza Hamilton, nel 2006 Sutil vinse l'All-Japan Formula Three e partecipò a una gara di Super GT, prendendo 6 punti.

### Formula 1

#### 2006: Midland
Sutil esordì in Formula 1 nel 2006 come quinto pilota della Midland.

#### 2007: Spyker

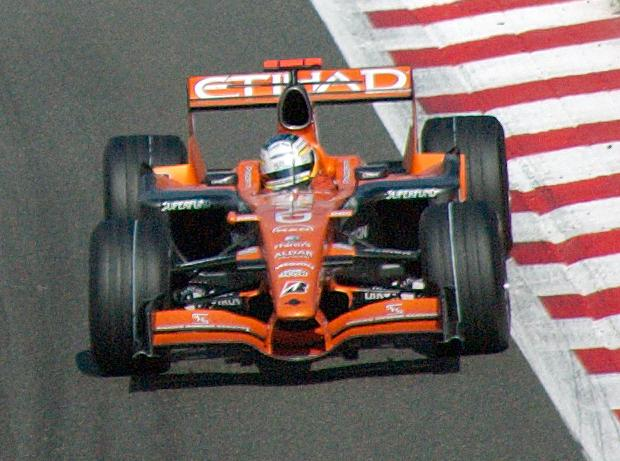
Sutil in azione durante il Gran Premio del Belgio 2007.

Sutil esordì come pilota titolare in Formula 1 durante la stagione 2007, alla guida della modesta Spyker. La scarsa competitività della vettura offrì al pilota tedesco poche occasioni per mettersi in mostra. Una di queste fu il turno di prove libere del sabato nel Gran Premio di Monaco, nel quale Sutil fece segnare il miglior tempo sfruttando le condizioni di pista bagnata. Tuttavia, nelle qualifiche e in gara, disputate con tracciato asciutto, il pilota tedesco tornò nelle retrovie.
Sutil conquistò il suo primo punto in carriera nel movimentato Gran Premio del Giappone, disputato sotto dei violenti scrosci di pioggia. Il pilota tedesco giunse nono al traguardo, avanzando di una posizione in seguito a una penalità inflitta al pilota della Toro Rosso Vitantonio Liuzzi per aver compiuto un sorpasso in regime di bandiere gialle ai danni dello stesso pilota tedesco. Il punto conquistato in questa occasione rimase l'unico nella stagione per il pilota tedesco e per la scuderia.

#### 2008-2011: Force India

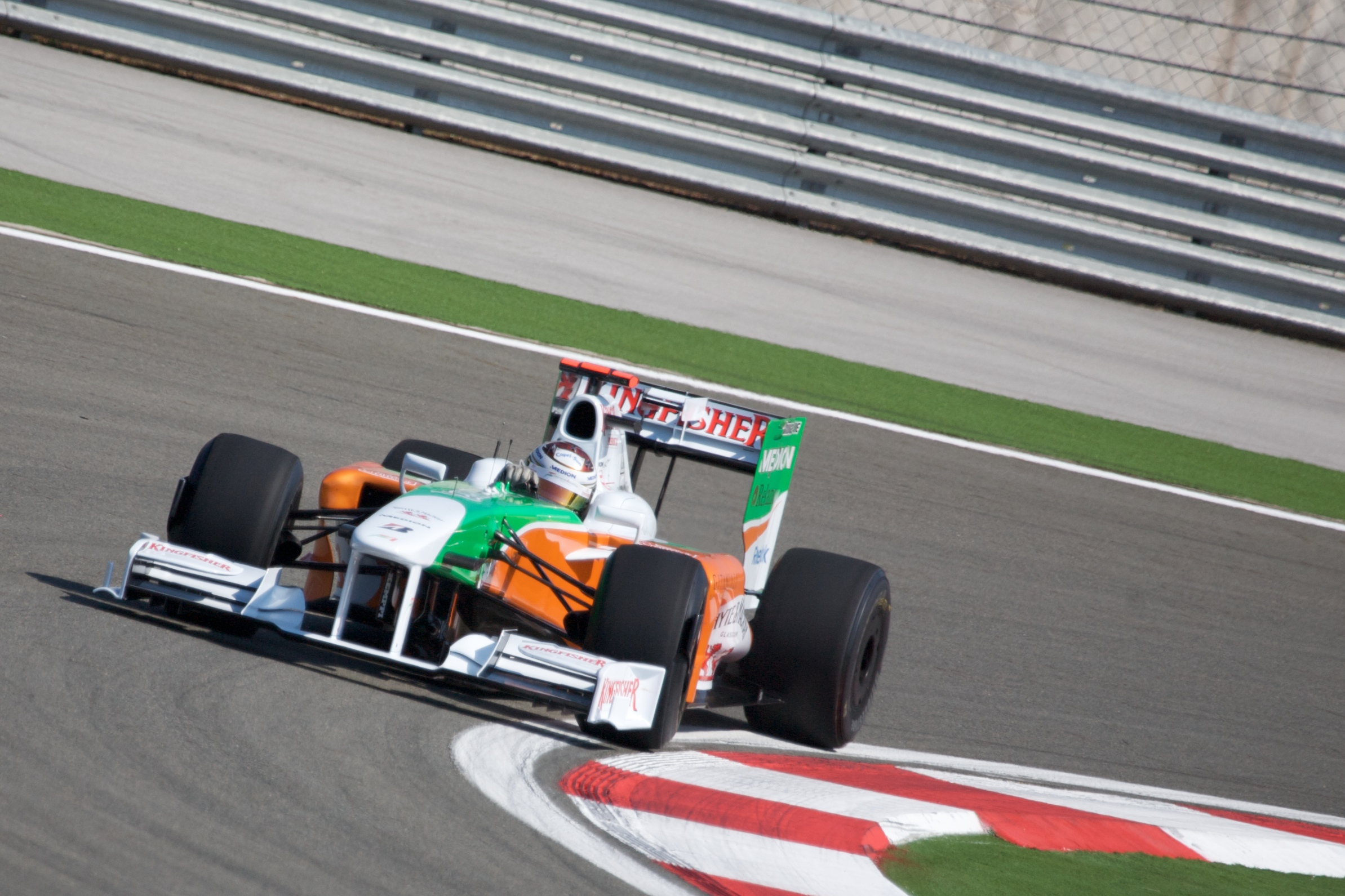
Sutil sulla Force India al Gran Premio di Turchia 2009.

Nel 2008 Sutil fu confermato dalla Force India, nuova denominazione della scuderia Spyker, venendo affiancato dall'esperto pilota romano Giancarlo Fisichella. La stagione fu inizialmente deludente anche a causa della scarsa competitività della vettura, ma Sutil dimostrò le sue qualità a Monaco, rimontando sotto la pioggia dal fondo della griglia fino alla 4ª posizione. Nelle fasi finali di gara, però, il pilota tedesco viene tamponato violentemente da Kimi Räikkönen, vedendosi costretto al ritiro. Nel resto della stagione Sutil non ottenne risultati degni di nota, chiudendo il campionato senza punti.
Nel 2009, sfruttando gli importanti cambiamenti regolamentari che stravolsero l'aerodinamica delle vetture, la Force India ridusse il distacco dalle scuderie di centro gruppo. Sutil giunse per la prima volta in Q2 al Gran Premio di Monaco 2009, ripetendo il risultato nel seguente Gran Premio di Turchia. Nella seconda metà di stagione la scuderia indiana aumentò nettamente la propria competitività, permettendo ai propri piloti di mettere a segno diversi exploit. Nel Gran Premio di Germania Sutil portò per la prima volta una vettura della Force India nelle prime dieci posizioni in qualifica, piazzandosi in settima posizione. La gara, però, fu compromessa da un contatto con Räikkönen all'uscita della corsia box, che lo fece scivolare nelle retrovie.
Sulle veloci piste di Spa-Francorchamps e di Monza la Force India si rivelò una delle monoposto più competitive. Tuttavia, nella prima occasione Sutil non riuscì a sfruttare l'efficacia della sua vettura, rimanendo escluso dai primi dieci in qualifica per pochi centesimi di secondo e chiudendo la gara nella stessa posizione, mentre il suo compagno di squadra Fisichella tagliò il traguardo in seconda posizione, portando il primo podio nella storia alla scuderia indiana. Nel Gran Premio d'Italia Sutil si qualificò al secondo posto e chiuse la gara quarto, cogliendo il suo miglior risultato in carriera.
Dopo una battuta d'arresto a Singapore, in Giappone e in Brasile Sutil si qualificò nuovamente nelle prime posizioni, cogliendo rispettivamente un quarto e un terzo posto. Tuttavia, in entrambi i casi il pilota tedesco uscì di scena per incidente, non concretizzando i buoni piazzamenti in griglia di partenza. Sutil chiuse la stagione al diciassettesimo posto in classifica generale, con cinque punti.
Nel 2010 Sutil fu affiancato da Vitantonio Liuzzi, che aveva già preso il posto di Fisichella nelle ultime gare della stagione precedente. In questo campionato la Force India compì un deciso salto di qualità rispetto alle stagioni precedenti e, pur non ripetendo gli exploit del 2009, il pilota tedesco fu in grado di lottare con regolarità per i punti. Dopo due gare poco fortunate in Bahrain e in Australia, la prima compromessa da un contatto nelle fasi iniziali della corsa e la seconda da un problema meccanico, in Malesia il pilota tedesco chiuse in quinta posizione, dopo aver ottenuto il quarto posto in qualifica sul bagnato.
Tra il Gran Premio di Spagna e quello di Gran Bretagna Sutil mise a segno una serie di sei arrivi a punti consecutivi, con un sesto posto nel Gran Premio d'Europa come miglior risultato. Nella seconda parte di stagione, però, la Force India perse gradualmente di competitività rispetto alle rivali Williams e Sauber e Sutil colse solo due arrivi a punti in nove gare, un quinto posto in Belgio e un nono a Singapore.
Nel 2011 Sutil continuò a correre per la Force India, in questa occasione al fianco dell'esordiente Paul di Resta. La stagione incominciò meno positivamente della precedente, con la vettura indiana complessivamente meno competitiva delle rivali Sauber. Il pilota tedesco conquistò punti nel Gran Premio inaugurale in Australia, nel quale giunse nono, ma nelle quattro gare seguenti non fu in grado di ripetere il risultato, tagliando il traguardo sempre fuori dal gruppo dei primi dieci.
L'inizio di stagione fu, inoltre, funestato da avvenimenti esterni ai tracciati. Nella serata successiva al Gran Premio di Cina Sutil fu coinvolto in un alterco con Eric Lux, co-proprietario del fondo di investimenti GENII, azionista di maggioranza del Team Renault. Lux riportò un taglio al collo, che dovette essere suturato con 24 punti e il mese seguente sporse denuncia nei confronti del pilota tedesco.
L'incidente, che nel gennaio seguente portò a una condanna (sospesa) a 18 mesi di prigione e al pagamento di una somma di 200.000 dollari, destinata a beneficenza, mise a rischio la carriera di Sutil, che, nonostante i buoni risultati ottenuti nella seconda metà di stagione, non fu confermato dalla Force India per il campionato 2012. Il pilota tedesco non riuscì a concludere accordi con nessun'altra squadra, rimanendo senza un volante.

#### 2013: Il ritorno alla Force India

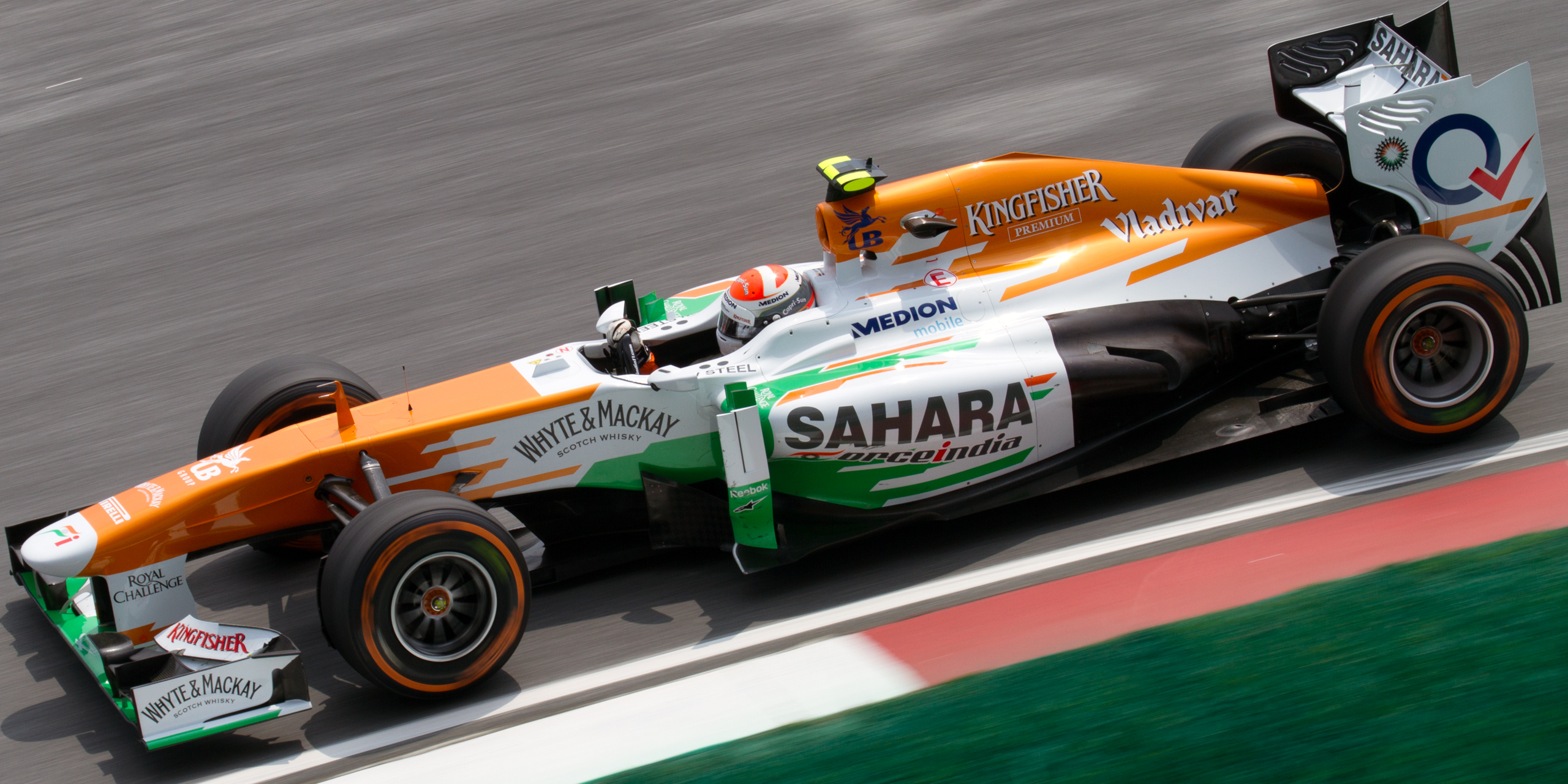
Sutil al Gran Premio della Malesia 2013.

Nel 2013 il pilota tedesco fu nuovamente ingaggiato dalla Force India, affiancando come nel 2011 Di Resta. La stagione incominciò positivamente per Sutil, che conquistò punti già nella gara inaugurale in Australia, dove giunse settimo. Seguirono diverse gare meno positive, con due ritiri e due arrivi fuori dai punti.
Nel Gran Premio di Monaco, invece, Sutil colse il proprio miglior risultato stagionale, tagliando il traguardo in quinta posizione dopo essere scattato dall'ottava casella sulla griglia di partenza. Seguirono altri due piazzamenti a punti nei Gran Premi del Canada e di Gran Bretagna. Nella seconda parte di stagione la vettura risultò meno competitiva, anche per via del ritorno da parte della Pirelli a pneumatici più simili a quelli adottati nella stagione precedente. Nelle sette gare successive al Gran Premio di Gran Bretagna Sutil colse gli unici due arrivi a punti della scuderia indiana, giungendo nono in Belgio e decimo a Singapore.
Il pilota tedesco chiuse la stagione senza particolari acuti, cogliendo punti nuovamente in India e ad Abu Dhabi e chiudendo in tredicesima posizione nella classifica assoluta con 29 punti.

#### 2014: Sauber

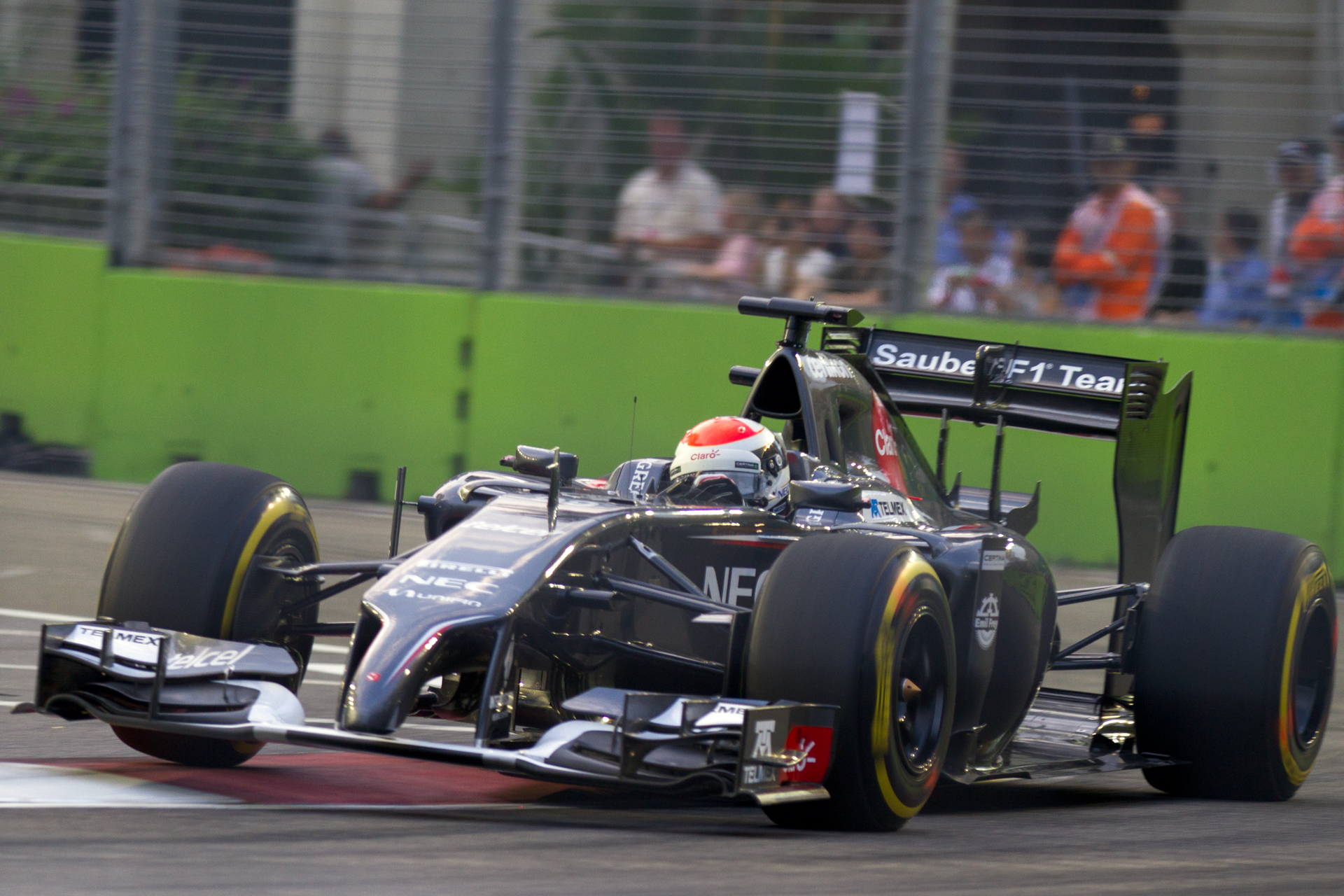
Sutil a Singapore con la Sauber.

Dopo la mancata conferma da parte della Force India, nel dicembre 2013 la Sauber annunciò l'ingaggio di Sutil per la stagione 2014. La stagione ebbe un inizio difficile per Sutil a causa della scarsa competitività della monoposto svizzera. Il pilota tedesco giunse undicesimo nell'inaugurale Gran Premio d'Australia, ma fu costretto al ritiro da problemi tecnici nelle tre gare successive.
L'avanzare della stagione non portò significativi miglioramenti nelle prestazioni della vettura e Sutil rimase relegato nelle retrovie, non riuscendo a segnare punti.
Il 5 ottobre, durante il Gran Premio del Giappone, è stato indirettamente coinvolto nell'incidente che costò la vita, dopo oltre 9 mesi di coma, al pilota francese Jules Bianchi. Bianchi infatti, a causa della pioggia abbattutasi sul circuito, impattò con la sua Marussia contro una gru mobile presente sul tracciato per rimuovere la Sauber di Sutil, uscito di pista nel giro precedente nello stesso punto.
Nel Gran Premio degli Stati Uniti il pilota tedesco riuscì a qualificarsi per la prima volta tra i primi dieci, ma in gara fu costretto al ritiro dopo poche curve in seguito a un contatto con Sergio Pérez.
Sutil non riuscì a conquistare punti neanche nelle ultime due gare della stagione, chiudendo al diciottesimo posto nella classifica generale. Il pilota tedesco non fu confermato dalla Sauber per il 2015, venendo sostituito, insieme con il compagno di squadra Esteban Gutiérrez, da Felipe Nasr e Marcus Ericsson.

#### 2015: Terzo pilota Williams
Nella stagione 2015 viene ingaggiato dalla Williams dopo il Gran Premio inaugurale in Australia, anche a causa dei problemi patiti alla schiena da Valtteri Bottas, come terza guida del team. Al termine della stagione la scuderia di Grove sceglie tuttavia di non confermarlo per l'anno successivo, mettendo di fatto fine alla sua carriera da pilota.

## Risultati

### Sommario
| Stagione | Serie                   | Team                        | Gare                           | Vittorie                       | Pole                           | Gpv                            | Podi                           | Punti                          | Pos.                           |
| -------- | ----------------------- | --------------------------- | ------------------------------ | ------------------------------ | ------------------------------ | ------------------------------ | ------------------------------ | ------------------------------ | ------------------------------ |
| 2002     | Swiss Formula Ford 1800 | SSPT Racing                 | 12                             | 12                             | 12                             | ?                              | 12                             | ?                              | 1º                             |
| 2003     | Formula BMW ADAC        | HBR Motorsport              | 20                             | 0                              | 2                              | 1                              | 3                              | 86                             | 6º                             |
| 2004     | F3 Euro Series          | Team Kolles ASM Formule 3   | 20                             | 0                              | 2                              | 0                              | 0                              | 9                              | 17º                            |
| 2004     | Masters of Formula 3    | Team Kolles                 | 1                              | 0                              | 0                              | 0                              | 0                              | N/A                            | 20º                            |
| 2005     | F3 Euro Series          | ASM Formule 3               | 18                             | 2                              | 1                              | 3                              | 11                             | 94                             | 2º                             |
| 2005     | Masters of Formula 3    | ASM Formule 3               | 1                              | 0                              | 0                              | 0                              | 1                              | N/A                            | 2º                             |
| 2005–06  | A1 Grand Prix           | A1 Team Germany             | 6                              | 0                              | 0                              | 0                              | 0                              | 38                             | 15º                            |
| 2006     | F3 giapponese           | TOM'S                       | 18                             | 5                              | 3                              | 5                              | 12                             | 212                            | 1º                             |
| 2006     | Gran Premio di Macao    | TOM'S                       | 1                              | 0                              | 0                              | 0                              | 1                              | N/A                            | 3º                             |
| 2006     | Super GT                | Toyota Team TOM'S           | 1                              | 0                              | 0                              | 0                              | 0                              | 6                              | 26º                            |
| 2006     | Formula 1               | Midland F1 Racing           | Terzo Pilota                   | Terzo Pilota                   | Terzo Pilota                   | Terzo Pilota                   | Terzo Pilota                   | Terzo Pilota                   | Terzo Pilota                   |
| 2007     | Formula 1               | Etihad Aldar Spyker F1 Team | 17                             | 0                              | 0                              | 0                              | 0                              | 1                              | 19º                            |
| 2008     | Formula 1               | Force India F1 Team         | 18                             | 0                              | 0                              | 0                              | 0                              | 0                              | 20º                            |
| 2009     | Formula 1               | Force India F1 Team         | 17                             | 0                              | 0                              | 1                              | 0                              | 5                              | 17º                            |
| 2010     | Formula 1               | Force India F1 Team         | 19                             | 0                              | 0                              | 0                              | 0                              | 47                             | 11º                            |
| 2011     | Formula 1               | Force India F1 Team         | 19                             | 0                              | 0                              | 0                              | 0                              | 42                             | 9º                             |
| 2013     | Formula 1               | Sahara Force India F1 Team  | 19                             | 0                              | 0                              | 0                              | 0                              | 29                             | 13º                            |
| 2014     | Formula 1               | Sauber F1 Team              | 19                             | 0                              | 0                              | 0                              | 0                              | 0                              | 18º                            |
| 2015     | Formula 1               | Williams Martini Racing     | Terzo pilota/Pilota di riserva | Terzo pilota/Pilota di riserva | Terzo pilota/Pilota di riserva | Terzo pilota/Pilota di riserva | Terzo pilota/Pilota di riserva | Terzo pilota/Pilota di riserva | Terzo pilota/Pilota di riserva |

### F3 Euro Series
(legenda) (Le gare in grassetto indicano la pole) (Le gare in corsivo indicano il giro veloce)
| Anno | Squadra       | Vettura          | Motore       | 1   | 2   | 3   | 4   | 5   | 6   | 7   | 8   | 9   | 10  | 11  | 12  | 13  | 14  | 15  | 16  | 17  | 18  | 19  | 20  | Punti | Pos. |
| ---- | ------------- | ---------------- | ------------ | --- | --- | --- | --- | --- | --- | --- | --- | --- | --- | --- | --- | --- | --- | --- | --- | --- | --- | --- | --- | ----- | ---- |
| 2004 | Team Kolles   | Dallara F303/012 | HWA-Mercedes | HOC | HOC | EST | EST | ADR | ADR | PAU | PAU | NOR | NOR | MAG | MAG | NÜR | NÜR | ZAN | ZAN | BRN | BRN |     |     | 9     | 17º  |
| 2004 | Team Kolles   | Dallara F303/012 | HWA-Mercedes | Rit | 22  | Rit | 13  | 4   | 7   | 11  | Rit | Rit | 11  | 13  | 11  | 15  | 11  | 15  | 15  | 15  | 17  |     |     | 9     | 17º  |
| 2004 | ASM Formule 3 | Dallara F303/014 | HWA-Mercedes |     |     |     |     |     |     |     |     |     |     |     |     |     |     |     |     |     |     | HOC | HOC | 9     | 17º  |
| 2004 | ASM Formule 3 | Dallara F303/014 | HWA-Mercedes |     |     |     |     |     |     |     |     |     |     |     |     |     |     |     |     |     |     | 20  | Rit | 9     | 17º  |
| 2005 | ASM Formule 3 | Dallara F305/059 | Mercedes     | HOC | HOC | PAU | PAU | SPA | SPA | MON | MON | OSC | OSC | NOR | NOR | NÜR | NÜR | ZAN | ZAN | LAU | LAU | HOC | HOC | 94    | 2º   |
| 2005 | ASM Formule 3 | Dallara F305/059 | Mercedes     | 2   | 20  | Rit | 2   | 1   | 2   | 2   | Rit | 2   | 3   | Rit | 2   | 1   | 3   | Rit | 11  | 4   | 2   |     |     | 94    | 2º   |

### A1 Grand Prix
(legenda) (Le gare in grassetto indicano la pole) (Le gare in corsivo indicano il giro veloce)
| Anno | Squadra         | 1   | 2   | 3   | 4   | 5   | 6   | 7   | 8   | 9   | 10  | 11  | 12  | 13  | 14  | 15  | 16  | 17  | 18  | 19  | 20  | 21  | 22  | Punti | Pos. |
| ---- | --------------- | --- | --- | --- | --- | --- | --- | --- | --- | --- | --- | --- | --- | --- | --- | --- | --- | --- | --- | --- | --- | --- | --- | ----- | ---- |
| 2005 | A1 Team Germany | GBR | GBR | GER | GER | POR | POR | AUS | AUS | MYS | MYS | UAE | UAE | RSA | RSA | IDN | IDN | MEX | MEX | USA | USA | CHN | CHN | 38    | 15º  |
| 2005 | A1 Team Germany |     | SQ  |     |     | 12  | Rit | Rit | Rit |     |     | Rit | 12  |     |     |     |     |     |     |     |     |     |     | 38    | 15º  |

### F3 giapponese
(legenda) (Le gare in grassetto indicano la pole) (Le gare in corsivo indicano il giro veloce)
| Anno | Squadra | Vettura | Motore | 1     | 2       | 3       | 4       | 5       | 6       | 7     | 8       | 9     | 10      | 11      | 12      | 13        | 14      | 15      | 16    | 17        | 18       | Punti | Pos. |
| ---- | ------- | ------- | ------ | ----- | ------- | ------- | ------- | ------- | ------- | ----- | ------- | ----- | ------- | ------- | ------- | --------- | ------- | ------- | ----- | --------- | -------- | ----- | ---- |
| 2006 | TOM'S   | Dallara | Toyota | FUJ 1 | FUJ 2 4 | SUZ 1 5 | SUZ 2 3 | MOT 1 3 | MOT 2 1 | OKA 1 | OKA 2 1 | SUZ 3 | SUZ 4 3 | AUT 1 6 | AUT 2 3 | FUJ 3 Rit | FUJ 4 1 | SUG 1 3 | SUG 2 | MOT 3 Rit | MOT 4 SQ | 212   | 1º   |

### Formula 1
| 2006 | Scuderia | Vettura |  |  |  |  |    |  |  |  |  |  |    |  |  |  |  |  |    |  |  | Punti | Pos. |
| ---- | -------- | ------- |  |  |  |  | -- |  |  |  |  |  | -- |  |  |  |  |  | -- |  |  | ----- | ---- |
| 2006 | Midland  | M16     |  |  |  |  | SP |  |  |  |  |  | SP |  |  |  |  |  | SP |  |  | –     |      |

| 2007 | Scuderia | Vettura |    |     |    |    |     |     |    |    |     |     |    |    |    |    |   |     |     |  |  | Punti | Pos. |
| ---- | -------- | ------- | -- | --- | -- | -- | --- | --- | -- | -- | --- | --- | -- | -- | -- | -- | - | --- | --- |  |  | ----- | ---- |
| 2007 | Spyker   | F8-VII  | 17 | Rit | 15 | 13 | Rit | Rit | 14 | 17 | Rit | Rit | 17 | 21 | 19 | 14 | 8 | Rit | Rit |  |  | 1     | 19º  |

| 2008 | Scuderia    | Vettura |     |     |    |     |    |     |     |    |     |    |     |     |    |    |     |     |     |    |  | Punti | Pos. |
| ---- | ----------- | ------- | --- | --- | -- | --- | -- | --- | --- | -- | --- | -- | --- | --- | -- | -- | --- | --- | --- | -- |  | ----- | ---- |
| 2008 | Force India | VJM01   | Rit | Rit | 19 | Rit | 16 | Rit | Rit | 19 | Rit | 15 | Rit | Rit | 13 | 19 | Rit | Rit | Rit | 16 |  | 0     | 20º  |

| 2009 | Scuderia    | Vettura |   |    |    |    |     |    |    |    |    |     |    |    |   |     |    |     |    |  |  | Punti | Pos. |
| ---- | ----------- | ------- | - | -- | -- | -- | --- | -- | -- | -- | -- | --- | -- | -- | - | --- | -- | --- | -- |  |  | ----- | ---- |
| 2009 | Force India | VJM02   | 9 | 17 | 17 | 16 | Rit | 14 | 17 | 17 | 15 | Rit | 10 | 11 | 4 | Rit | 13 | Rit | 17 |  |  | 5     | 17º  |

| 2010 | Scuderia    | Vettura |    |     |   |    |   |   |   |    |   |   |    |     |   |    |   |     |     |    |    | Punti | Pos. |
| ---- | ----------- | ------- | -- | --- | - | -- | - | - | - | -- | - | - | -- | --- | - | -- | - | --- | --- | -- | -- | ----- | ---- |
| 2010 | Force India | VJM03   | 12 | Rit | 5 | 11 | 7 | 8 | 9 | 10 | 6 | 8 | 17 | Rit | 5 | 16 | 9 | Rit | Rit | 12 | 13 | 47    | 11º  |

| 2011 | Scuderia    | Vettura |   |    |    |    |    |   |     |   |    |   |    |   |     |   |    |    |   |   |   | Punti | Pos. |
| ---- | ----------- | ------- | - | -- | -- | -- | -- | - | --- | - | -- | - | -- | - | --- | - | -- | -- | - | - | - | ----- | ---- |
| 2011 | Force India | VJM04   | 9 | 11 | 15 | 13 | 13 | 7 | Rit | 9 | 11 | 6 | 14 | 7 | Rit | 8 | 11 | 11 | 9 | 8 | 6 | 42    | 9º   |

| 2013 | Scuderia    | Vettura |   |     |     |    |    |   |    |   |    |     |   |    |    |    |    |   |    |     |    | Punti | Pos. |
| ---- | ----------- | ------- | - | --- | --- | -- | -- | - | -- | - | -- | --- | - | -- | -- | -- | -- | - | -- | --- | -- | ----- | ---- |
| 2013 | Force India | VJM06   | 7 | Rit | Rit | 13 | 13 | 5 | 10 | 7 | 13 | Rit | 9 | 16 | 10 | 20 | 14 | 9 | 10 | Rit | 13 | 29    | 13º  |

| 2014 | Scuderia | Vettura |    |     |     |     |    |     |    |    |    |     |    |    |    |     |    |    |     |    |    | Punti | Pos. |
| ---- | -------- | ------- | -- | --- | --- | --- | -- | --- | -- | -- | -- | --- | -- | -- | -- | --- | -- | -- | --- | -- | -- | ----- | ---- |
| 2014 | Sauber   | C33     | 12 | Rit | Rit | Rit | 17 | Rit | 13 | 13 | 13 | Rit | 11 | 14 | 15 | Rit | 21 | 16 | Rit | 16 | 16 | 0     | 18º  |

| Legenda | 1º posto     | 2º posto | 3º posto    | A punti         | Senza punti/Non class.  | Grassetto – Pole position Corsivo – Giro più veloce |
| Legenda | Squalificato | Ritirato | Non partito | Non qualificato | Solo prove/Terzo pilota | Grassetto – Pole position Corsivo – Giro più veloce |